# Garmisch-Partenkirchen
Garmisch-Partenkirchen er en købstad og administrationsby i Landkreis Garmisch-Partenkirchen i den tyske delstat Bayern. Den er centrum i den Oberbayerske region Werdenfelser Land. Trods mere end 26.000 indbyggere har Garmisch-Partenkirchen ikke stadsrettigheder.
Oprindelig var der tale om to mindre byer, Partenkirchen og Garmish, som nu er sammenvokset til én by. De to bymidter har bevaret deres egenart.

## Geografi
Garmisch-Partenkirchen ligger i en bred dalkeddel ved sammenløbet af floderne Loisach, der kommer fra Tyrol, og Partnach der har sit udspring i Wettersteinbjergene mellem Ammergebirge i nordvest, Estergebirge i øst og Wettersteingebirge – med Tysklands højeste bjerg Zugspitze – i syd.
Kochelberg er et 870 m højt bjerg i Garmisch-Partenkirchen.

## Forskelligt
Byen var vært for de olympiske vinterlege i 1936 og alpint verdensmesterskab i 1978.
Den 1. januar hvert år arrangeres det traditionsrige nytårsskihop (Neujahrsspringen), som indgår i den tysk-østrigske skihopuge.
- Fra byen går Bayerische Zugspitzbahn op til Zugspitze.
- Forfatteren Michael Ende (1929–1995) kom fra Garmisch-Partenkirchen.